# Mona (chanson)
Pour les articles homonymes, voir Mona.
Pistes de Have Guitar Will Travel
Mumblin' Guitar Say Man, Back Again
Mona est une chanson écrite par Ellas McDaniel, dit Bo Diddley, sortie en 1957 et figurant sur la face B de son septième single : Hey! Bo Diddley. En 1960, elle est intégrée dans le quatrième album studio de Diddley, Have Guitar Will Travel, sous le titre I Need You Baby. On lui connaît de célèbres reprises, notamment par les Rolling Stones en 1964.

## Enregistrement
Mona est enregistré aux studios Chess à Chicago le 8 février 1957, le même jour que Hey! Bo Diddley. La chanson est produite par Diddley avec Leonard et Phil Chess. Diddley (chant et guitare) est accompagné par Peggy Jones (guitare), Jerome Green (maracas) et Frank Kirkland ou Clifton James (batterie).
Bo Diddley écrit Mona en hommage à une danseuse exotique de 45 ans qui travaillait au Flame Show Bar à Détroit. La chansons utilise une forme lente de diddley beat, encore appelé jungle beat, qu'avait perfectionné et popularisé Bo Diddley en 1955.
La chanson deviendra le modèle de Not Fade Away des Crickets, avec Buddy Holly, sortie en single en 1957.

## Reprises
La chanson Mona (I Need You Baby) est enregistrée par de nombreux artistes, parmi lesquels :
- 17 avril 1964 - The Rolling Stones sur leur premier album homonyme, sous le titre I Need You Baby (Mona). Cet enregistrement figure également sur leur troisième album américain, The Rolling Stones, Now!. Le groupe l'enregistre en live à la BBC en 1964 pour l'émission Blues in Rhythm ; cette version se trouve sur l'album On Air paru en 2017.
- Novembre 1964 - The Nashville Teens sur l'EP homonyme et sur l'album Tobacco Road.
- 1965 - The Liverbirds sur l'album Star-Club Show 4.
- Mai 1966 - The Iguanas (avec Iggy Pop) en single.
- 10 février 1967 - The Troggs sur l'album Trogglodynamite.
- 29 mars 1969 - Quicksilver Messenger Service sur Happy Trails. Cette version est classée no 88 parmi « les 100 plus grandes chansons de guitare de tous les temps » selon le magazine Rolling Stone[4].
- juillet 1973 - Help Yourself avec Deke Leonard et B.J. Cole sur l'album live Christmas at the Patti, enregistré à Swansea, au Pays de Galles, le 19 décembre 1972.
- 1980 - Frank Marino et Mahogany Rush sur leur album What's Next.
- 1984 - Thee Milkshakes sur Don't Let the Hope Close Down.
- 30 avril 1990 - Le chanteur australien Craig McLachlan en single, puis sur l'album Craig McLachlan & Check 1-2. Ce titre se classe no 2 au Royaume-Uni[5] et no 3 en Australie[6]. Il remporte le prix ARIA du single le plus vendu aux ARIA Music Awards de 1991[7].
- 1994 - Greg Kihn, dans un medley avec Not Fade Away, sur l'album Mutiny.
- 28 mars 1999 - Bo Diddley interprète Mona avec Tom Petty and the Heartbreakers au Fillmore West à San Francisco.
- 31 août 2018 - Ian Gillan sur l'album Ian Gillan & The Javelins.

Grateful Dead interprète la chanson deux fois ; d'abord avec Bo Diddley, au Palladium de New York, le 25 mai 1972 (sortie en 2003 sur Dick's Picks - Volume 30) puis à nouveau le 27 octobre 1991 avec les invités Gary Duncan et Carlos Santana à Oakland, Californie.
Dans les années 1970, Bruce Springsteen interpole souvent Mona comme introduction à son She's the One lors des tournées Born to Run et Darkness Tour.

## Utilisation au cinéma
La chanson interprétée par Bo Diddley apparaît dans plusieurs films, notamment dans Le Loup de Wall Street (The Wolf of Wall Street) de Martin Scorsese en 2013.